# Alberto Aparicio
Alberto Aparicio (11 de novembre de 1923) és un exfutbolista bolivià.

## Selecció de Bolívia
Va formar part de l'equip bolivià a la Copa del Món de 1950 però no hi disputà cap partit.